# José Pérez Jiménez
José Pérez Jiménez o Giménez (Segura de León, Badajoz, 27 de abril de 1887-Oviedo,Principado de Asturias, 19 de agosto de 1967) fue un pintor español en el contexto artístico de sus contemporáneos Eugenio Hermoso y Adelardo Covarsí. De su escasa producción (cuantificable en poco más de un centenar de piezas realizadas en su mayoría antes de su traslado a Oviedo en 1914), cabe mencionar El jornalero (1907), Los mendigos o Trata de niños (ambas de 1909), cuyo interés por presentar la realidad de las capas más desfavorecidas de su pueblo natal, en concreto, y de la provincia pacense en general lo aleja un tanto de aquel mundo «de mozos y mozas, de pueblos siempre felices, siempre contentos, siempre satisfechos de su suerte» (Gaya Nuño), que, sistemáticamente, viene conformando el panorama artístico extremeño de la primera mitad del siglo XX.

## Biografía

### Origen y aprendizaje
José Agapito Domingo Anastasio Pérez Jiménez fue el mayor de los ocho hijos (cuatro varones y cuatro hembras) de la familia de la pequeña burguesía local formada por la sevillana Concepción Jiménez López y el segureño José Pérez Lergo, director y propietario del casino local y contable del Ayuntamiento, nacido a las 4:00 horas del 27 de abril de 1887 en la calle «del Castillo» y bautizado dos días después en la parroquia de Ntra. Sra. de la Asunción.
|  |                                              |  |  |  |  |  |  |  |  |  |  |  |  |  |  |  |
|  | José Agapito Pérez y Pérez                   |  |  |  |  |  |  |  |  |  |  |  |  |  |  |  |
|  |                                              |  |  |  |  |  |  |  |  |  |  |  |  |  |  |  |
|  |                                              |  |  |  |  |  |  |  |  |  |  |  |  |  |  |  |
|  | José Pérez Lergo                             |  |  |  |  |  |  |  |  |  |  |  |  |  |  |  |
|  |                                              |  |  |  |  |  |  |  |  |  |  |  |  |  |  |  |
|  |                                              |  |  |  |  |  |  |  |  |  |  |  |  |  |  |  |
|  | Francisca Lergo Maya o Amaya                 |  |  |  |  |  |  |  |  |  |  |  |  |  |  |  |
|  |                                              |  |  |  |  |  |  |  |  |  |  |  |  |  |  |  |
|  |                                              |  |  |  |  |  |  |  |  |  |  |  |  |  |  |  |
|  | José Agapito Domingo Anastasio Pérez Jiménez |  |  |  |  |  |  |  |  |  |  |  |  |  |  |  |
|  |                                              |  |  |  |  |  |  |  |  |  |  |  |  |  |  |  |
|  |                                              |  |  |  |  |  |  |  |  |  |  |  |  |  |  |  |
|  | Manuel Jiménez                               |  |  |  |  |  |  |  |  |  |  |  |  |  |  |  |
|  |                                              |  |  |  |  |  |  |  |  |  |  |  |  |  |  |  |
|  |                                              |  |  |  |  |  |  |  |  |  |  |  |  |  |  |  |
|  | Concepción Jiménez López                     |  |  |  |  |  |  |  |  |  |  |  |  |  |  |  |
|  |                                              |  |  |  |  |  |  |  |  |  |  |  |  |  |  |  |
|  |                                              |  |  |  |  |  |  |  |  |  |  |  |  |  |  |  |
|  | Concepción López                             |  |  |  |  |  |  |  |  |  |  |  |  |  |  |  |
|  |                                              |  |  |  |  |  |  |  |  |  |  |  |  |  |  |  |
|  |                                              |  |  |  |  |  |  |  |  |  |  |  |  |  |  |  |

La etapa formativa del pintor (iniciada en el colegio «San Francisco de Sales» de la localidad en 1896) incluye sobre todo una serie de estudios en la «Escuela Superior de Artes e Industrias» o la «Escuela Central de Bellas Artes de San Fernando» de Madrid, donde comienza por afrontar la consabida representación de los tradicionales modelos de yeso, que –según las normas esencialmente académicas de entonces– da paso a las típicas copias de los grandes maestros del Prado (se conocen en este sentido fragmentos del don Diego del Corral y Arellano, el Niño de Vallecas o el retrato ecuestre del conde-duque de Olivares de Velázquez), algunas de las cuales se conservan aún, así como una beca de la Diputación, que le permite proseguir sus estudios en la corte:

El Boletín Oficial del día 7 publica:

Circular del gobernador civil autorizando al presidente de la Diputación Provincial para que sin atenerse al orden establecido pueda ordenar el pago de las 1500 pesetas que le fueron concedidas á D. José Pérez Giménez para que pueda atender á los gastos de sus estudios pictóricos en Madrid.

REDACCIÓN (8 nov. 1904). «Noticias generales». Nuevo Diario de Badajoz (3705): 2.

Boletín Oficial

El del 25, publica:

Providencia del Gobierno Civil autorizando al presidente de la Diputación para que pague á D. José Pérez Giménez 1500 pesetas que le fueron concedidas como subvención para que dicho individuo pueda seguir cursando su profesión.

REDACCIÓN (27 may. 1909). «Boletín Oficial». La Región Extremeña (Badajoz) (10 379): 2.

### «Hermoso, Covarsí y Pérez Giménez»
También por estos años, participa en varias muestras, entre las que sobresalen la «Exposición de Artes Gráficas» del Ateneo de Badajoz de 1904, a la que, junto a los ya mencionados Hermoso (fuera de concurso) y Covarsí («he aquí un valiente triunvirato de nuestra pintura regional»), concurre por primera vez con una sola obra, un retrato a lápiz de Alfonso XIII («perfectamente dibujado») que consigue Primera Medalla en la Sección de Dibujo y que, como becado, dona a la Diputación de la provincia, la 21.ª Nacional de Bellas Artes, con Hilandera (n.º 626 del catálogo) y Zagal extremeño (n.º 627), o la nueva exposición del Ateneo, ambas en 1908:

Pérez Giménez ha sido el artista más festejado de esta exposición: gran parte por lo ya realizado, más todavía por lo que promete. Tiene un cuadro muy bien visto y compuesto y un zagalillo divinamente pintado. Maneja bien la luz y los colores y dibuja con brío.

Bardají, Luis (25 jul. 1908). «La exposición del Ateneo». Archivo Extremeño (Badajoz) (6): 231.

Pérez Giménez. No sé cómo se llama de nombre y la precipitación con que voy alargando estas cuartillas no me deja tampoco averiguarlo… No conozco ni de vista á este Sr. Pérez Giménez y bien que lo lamento. Me dicen que es un niño también, como sus compañeros Hermoso y Covarsí. ¡Rediez con los niños que nos gastamos por esta tierra! Porque el señor Pérez Giménez, a mí, me parece un pintor "con toda la barba", y a mucha gente le pasa lo mismo.

Su lienzo En la iglesia (creo que se titula así) es el cuadro mejor compuesto de la exposición y el de luz mejor comprendida.

La hilandera es una preciosidad en factura, en composición (dentro de su sencillez), en acierto de esa luz y colorido suaves que se echan de menos en todos los cuadros de Hermoso, sin armonía cromática en la tonalidad general de su conjunto y, muchas veces, no solo sin armonía sino matándose dos colores por su extraña combinación desunida, poniendo en sombra rabiosas coloraciones ó á plena luz tonos apagados y fundidos.

En la sala derecha de la exposición, tiene Pérez Giménez un rinconcito sin desperdicio. Dos retratos de un hombre y una mujer del pueblo, […] y un lienzo representando a un zagal, verdadera "escuela extremeña"…

En resumen: Pérez Giménez ha sido una agradable revelación para todos. Entra pegando y pegando de firme. No sé qué periódico decía que tenía a medio terminar la carrera de Derecho. Yo le aconsejaría que la dejara. Por muy buen abogado que llegase a ser, creo que promete ser mucho mejor pintor… Y entre ganarse la vida haciendo Arte y ganársela cosiendo líos ó sudando la gota gorda para echar a la calle a personas decentes… la elección no es dudosa. O al menos no lo sería para mí, y perdónenme los padres del niño, si los tiene, el mal consejo.

Valjean, Juan (20 ago. 1908). «Impresiones de la exposición». La Región Extremeña (Badajoz) (10 132): 1.

Ya en la década siguiente, participa en las nuevas Nacionales de 1910 y 1912, a las que concurre con El ramito de flores (n.º 491) y El hogar, respectivamente, así como a las cuatro exposiciones convocadas por el Ateneo entre 1910 y 1913 y, por último, la organizada conjuntamente por el Ayuntamiento y la Escuela de Dibujo de la capital, inaugurada el 17 de mayo de 1914, en la que pueden verse piezas del autor junto a pinturas de Hermoso, Covarsí y el fuentecanteño Nicolás Megía:

Depende de la contestación que den nuestros artistas el celebrar una exposición de pinturas, probablemente en diciembre o enero, para no impedirles concurrir á exposiciones internacionales. Estas gestiones están encomendadas al genial Covarsí y, como es de esperar que el éxito las corone, tendremos la satisfacción de admirar sus últimos lienzos presentados en la de Madrid y que un jurado poco escrupuloso no supo apreciar en su valor, según opinión unánime de los críticos de Arte. Con este motivo, se piensa en agasajar á estos jóvenes extremeños, Hermoso, Covarsí y Pérez Giménez, que llevan el nombre de Extremadura por el mundo, como ha hecho la colonia de Madrid con nuestro ilustre paisano el escultor Cabrera.

REDACCIÓN (11 nov. 1910). «Ateneo». La Región Extremeña (Badajoz) (10 838): 2.

### Residencia en Oviedo (1914-1967)
Ese mismo año, gana por oposición una plaza como profesor de la Escuela de Artes y Oficios de Oviedo, ciudad en la que, hasta su jubilación en 1957, desarrolla una intensa labor docente, lo que se traduce en un notable detrimento de su producción pictórica anterior. Entre sus alumnos de esta época, destacan Paulino Vicente (hijo), Ruperto Caravia, Magín Berenguer, etc.
Falleció en Oviedo el 19 de agosto de 1967, a consecuencia de una embolia cerebral, a los 80 años de edad.
Es autor, entre otras obras, de Manuales didácticos para la enseñanza del Dibujo (Oviedo, c. 1927), Enseñanza del Dibujo y de la Ornamentación en la Escuela Normal de Maestras (1925) y Elementos de Perspectiva (1927), estas dos últimas publicadas por la Diputación de Badajoz en edición facsimilar presentada en mayo de 2011.

## Obra seleccionada
Los primeros trabajos de Pérez Jiménez, realizados en su mayoría hacia 1903-4, muestran ya una notable disposición para el Dibujo artístico (esencialmente académico), manifiesta sobre todo en una extensa serie de estudios y retratos, en la línea estilística de Eugenio Hermoso, de quien el incipiente pintor recibe clases por aquellos años:

Pintó cuadros de asuntos de la comarca, algo dentro de mi órbita, los expuso y gustaron. Premiáronle alguno; pero después, cuando apenas había empezado la lucha, abandonó ésta para dedicarse a la enseñanza…

Desde entonces hasta su definitivo traslado a Oviedo una década después, el artista ejecuta un buen número de piezas de mediano y gran formato (generalmente al óleo sobre lienzo), entre las que predominan las características escenas costumbristas de la época, a menudo de tono galante, o, dentro de un sentido más «social» de la Pintura, obras como las antes citadas Los mendigos o Trata de niños, de colores sombríos, consideradas por la crítica especializada entre las mejores de su corta producción pictórica.
De su etapa asturiana (1914-67), por último, se conocen tres bocetos de principios de los años 60, de marcado tono reivindicativo, algunos paisajes…, mereciendo especial atención un nutrido conjunto de retratos de impecable factura, lo que lo lleva a ser considerado por la crítica especializada «como uno de los mejores artistas de este género de la pintura española de la primera mitad del siglo XX».
En cuanto a su localización, la práctica totalidad de las mismas se conservan en la actualidad en el Museo Provincial de Bellas Artes de Badajoz (23), así como en diversas colecciones particulares de Extremadura, Sevilla o el Principado de Asturias, de las que se destacan las siguientes:
| - Campesina asturiana (dibujo del natural), 1904. Carboncillo y lápiz sobre papel, 62 x 45 cm. Col. particular, Sevilla. - Pastor (dibujo del natural), 1904. Carboncillo y lápiz sobre papel, 61 x 45 cm. Col. particular, Sevilla. - Lavandera, 1906. Óleo sobre lienzo, 139 x 96 cm. Col. particular, Sevilla. - Retrato de su hermano Manuel, 1906. Carboncillo sobre papel, 62,5 x 48 cm. Col. particular, Sevilla. - El jornalero, Un labriego o Campesino extremeño, 1907. Óleo sobre lienzo, 166 x 70 cm. Museo Provincial de Bellas Artes de Badajoz. - Retrato de D. Manuel Gata, 1907. Óleo sobre lienzo, 74 x 54 cm. Col. particular, Segura de León (Badajoz). - Retrato de su hermana Frasquita, c. 1908. Óleo sobre lienzo, 46 x 38 cm. Col. particular, Sevilla. - Autorretrato, 1908. Óleo sobre lienzo, Ø 61 cm. Col. particular, Gijón (Principado de Asturias). - De vuelta de la fuente o Filosofía y arte, 1908. Óleo sobre lienzo, 179 x 138 cm. Col. particular, Oviedo. - En la iglesia o Misa mayor, 1908. Óleo sobre lienzo, 129 x 157 cm. Col. particular, Sevilla. - Los mendigos, 1909. Óleo sobre lienzo, 199 x 200 cm. Col. particular, Oviedo. - Trata de niños, 1909. Óleo sobre lienzo, 165 x 115 cm. Museo Provincial de Bellas Artes de Badajoz. - El ramito de flores, 1910. Óleo sobre lienzo, 200 x 224 cm. Col. particular, Oviedo. - El rosario o Procesión del rosario, 1910. Óleo sobre lienzo, 260 x 206 cm. Col. particular, Oviedo. - El juego de los alfileres o Pelea a la salida de la escuela, c. 1911. Óleo sobre lienzo, 125 x 85 cm. Col. particular, Segura de León (Badajoz). | - En la escuela, 1911. Óleo sobre lienzo, 57 x 42 cm. Col. particular, Sevilla. - La vendimia o Vendimia en Extremadura, 1911. Óleo sobre lienzo, 45,5 x 74 cm. Col. particular, Sevilla. - Los recién casados, 1912. Óleo sobre lienzo, 183 x 142 cm. Col. particular, Oviedo. - Retrato de su hermano David, 1912. Óleo sobre lienzo, 127 x 78 cm. Col. particular, Sevilla. - Retrato de su hermana Concha, 1913. Óleo sobre lienzo, 50 x 40 cm. Col. particular, Sevilla. - Retrato de sus hermanos Carmen y Cipriano, 1913. Óleo sobre lienzo, 114 x 77 cm. Col. particular, Sevilla. - Paisaje de Perlora, 1921. Óleo sobre lienzo, 32,5 x 45 cm. Col. particular, Gijón (Principado de Asturias). - Playa de Perlora, 1921. Óleo sobre lienzo, 32,5 x 44,5 cm. Col. particular, Gijón (Principado de Asturias). - Retrato de su mujer, 1932. Óleo sobre lienzo, 46 x 33 cm. Col. particular, Oviedo. - Retrato de su mujer con mantilla, 1940. Óleo sobre lienzo, 115 x 85 cm. Col. particular, Oviedo. - Retrato de su hija, 1945. Óleo sobre lienzo, 137 x 119 cm. Col. particular, Oviedo. - Retrato de su hijo, 1947. Óleo sobre lienzo, 135 x 119 cm. Col. particular, Oviedo. - Jardín al atardecer, 1952. Óleo sobre lienzo, 89 x 63 cm. Col. particular, Oviedo. - Autorretrato, 1957. Óleo sobre lienzo, 50 x 35 cm. Col. particular, Oviedo. - La gleba (boceto), 1961. Óleo sobre lienzo, 58 x 103 cm. Col. particular, Oviedo. - La mina (boceto), 1962. Óleo sobre lienzo, 59,5 x 103,5 cm. Col. particular, Gijón (Principado de Asturias). - La fragua (boceto), 1963. Óleo sobre lienzo, 59 x 90 cm. Col. particular, Oviedo. |

## Reconocimientos

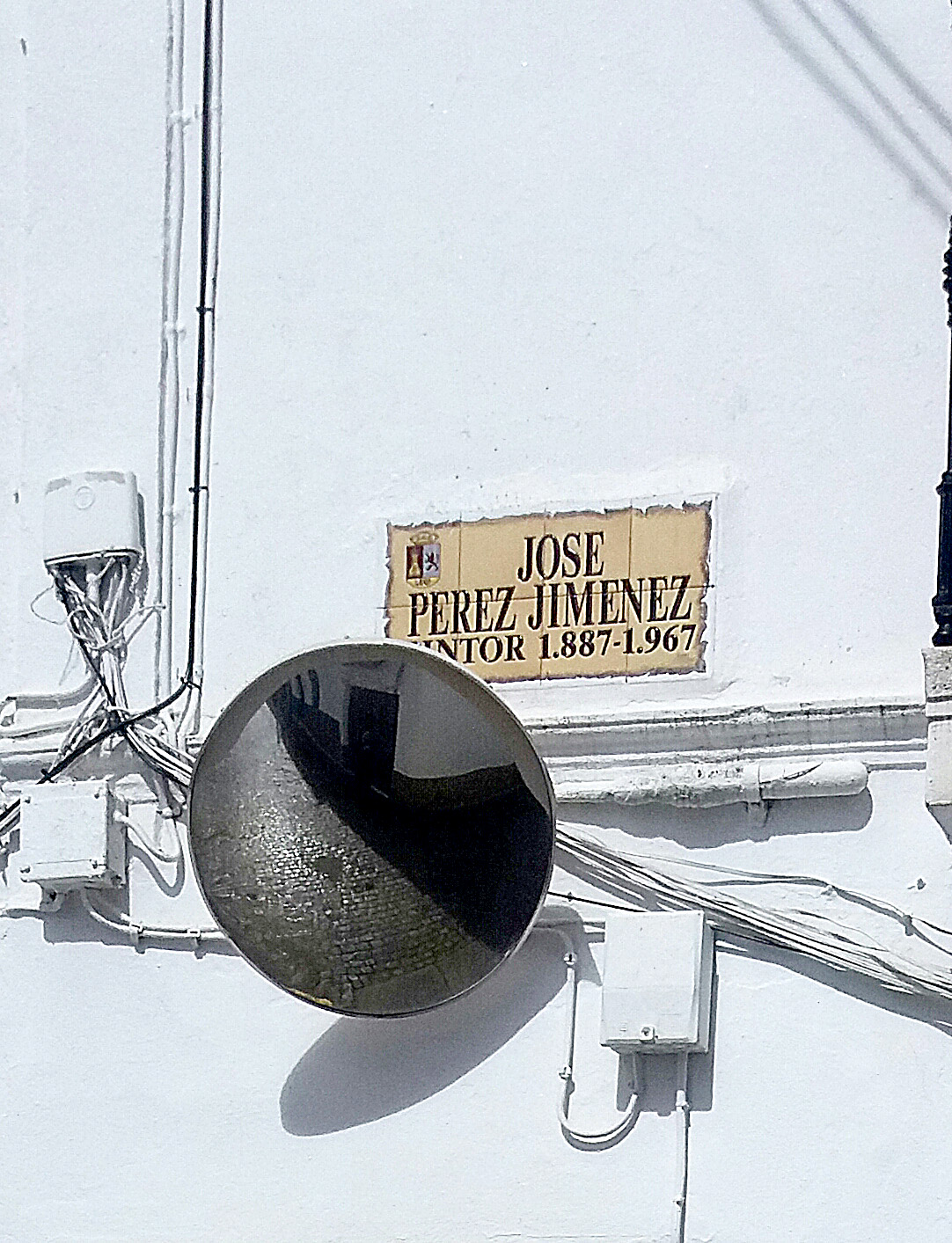
Segura de León (Badajoz). Placa identificativa de la antigua calle "de la Fuente", rotulada con el nombre y apellidos del pintor por acuerdo municipal de 12 de noviembre de 1990.

En la actualidad, hay calles dedicadas al artista en Badajoz (38°52′21.4″N 6°59′03.8″O / 38.872611, -6.984389), Oviedo (43°22′11.4″N 5°51′31.1″O / 43.369833, -5.858639) y Segura de León (38°07′15.0″N 6°31′42.1″O / 38.120833, -6.528361).

### Exposiciones póstumas
- «Muestra de Historia y Arte en Extremadura». Cáceres: Institución Cultural El Brocense, 15 de marzo-4 de abril de 1984.
- «Pintores Extremeños: Entre el Realismo y la Crítica de la Realidad» (itinerante). Dirección General de Acción Cultural de la Consejería de Educación y Cultura de la Junta de Extremadura, 19 de febrero-25 de mayo de 1985. En ambas muestras, se presentó la obra El jornalero (1907).
- En 1986, con ocasión del 150.º de la fundación de la Diputación de Badajoz, se celebró la exposición «31 obras del Museo Provincial de Bellas Artes» (itinerante), entre las que figuró la emblemática Trata de niños (1909).[22]
- El 26 de mayo de 1989, organizada por la Consejería de Educación, Cultura y Deporte del Principado de Asturias, se inauguró en el Museo de Bellas Artes de Oviedo la muestra «La Sociedad en la Pintura Tradicional Asturiana», en la que, junto a obras de artistas de la tierra como Nicanor Piñole, Evaristo Valle, Ventura Álvarez Sala, Nicolás Soria, José Ramón Zaragoza, Luis Menéndez Pidal o las pintoras Julia Alcayde y Carolina del Castillo, se expusieron los cuadros de Pérez Jiménez Retrato de su hija (1945), Autorretrato (1957), Santa Teresa de Jesús Jornet e Ibars (1960) y los bocetos La gleba (1961) y La mina (1962).[23]
- «José Pérez Jiménez 1887-1967». Museo Provincial de Bellas Artes. Badajoz, 15 de noviembre-15 de diciembre de 1989. Se expusieron 51 obras entre pinturas, dibujos y bocetos realizados de 1903 a 1967.[2]

## Hemerografía
- Pedraja, Francisco (ene. 1979). «Pérez Giménez». Alminar (Diputación Provincial de Badajoz: Institución Cultural "Pedro de Valencia") (1): 21.
- Pérez Reviriego, Miguel (11 jun. 1989). «José Pérez Jiménez». Hoy. Dominicalia (Badajoz): 32 (VIII).
- REDACCIÓN (10 may. 2017). «La Diputación prepara un homenaje a José Pérez Jiménez y Guillermo Silveira». El Periódico Extremadura (Cáceres): 17.